# Средњовековни град Звечан
Средњовековни град Звечан је тврђава у Србији, недалеко од истоименог насеља, северно од Косовске Митровице. Налази се на врху угашене вулканске купе (око 800 m нмв) која се уздиже одмах изнад Ибра.

## Историја
Подигнут је са првобитном наменом заштите и надзирања важних караванских друмова који се ту укрштају (за Косово и Метохију ка југу, Ибром за Моравску долину ка северу и за Босну ка западу), да би касније поред тога служио и за заштиту Трепчанских рудника.
Представља један од најстаријих данас очуваних српских средњовековних утврђења, али није познато када је подигнуто, иако је извесно да континуитет утврђења на том простору датира још из антике, а можда чак и из праисторије.
На историјску сцену улази 1093. године када је био погранично утврђење у саставу Србије, којом је тада владао велики жупан Вукан (крај  века-1112. или 1115) који је из њега кретао у своје походе на Косово које се тада налазило у саставу Византије.
У склопу тврђаве се налазио један од краљевских дворова Немањића, а у њој је живот окончао и краљ Стефан Дечански (1321—1331).
Османлије су га заузеле непосредно после косовског боја (1389) и у њему је постојала стална војна посада до XVIII века када је град напуштен и препуштен зубу времена.
Само утврђење формира утврђени Горњи Град на врху узвишења са подграђем заштићеним ниским бедемом на југозападној падини.
Посебну снагу самом утврђењу давала су два извора на падини, која су тајним пролазима била повезана са цитаделом на врху.
Данас је Звечански Град већином у рушевинама, али се на основу неколико кула које су опстале и остатака бедема на врху усамљене узвишице и даље може наслутити његова некадашња импозантност.

## Изглед тврђаве
Основа тврђаве прилагођена је конфигурацији терена и има неправилан, издужени облик.
Састојала се из три дела: Горњи град, Доњи град и Подграђе. Мада смештене на различитим висинама, све три фортификације су биле у конструктивној вези и представљале су јединствену стратешку целину.
Горњи град се налазио на самом врху брда.
Нижи појас се састојао од бедема ојачаних кулама, а обимни зид је обухватао јужне падине и подножје брда.
Горњи град, окружен са пет кула, чува остатке главне — донжон куле осмоугаоне основе, цркве Светог Ђорђа и цистерни.
Црква је имала основу у облику сажетог уписаног крста, мању олтарску апсиду, кубе над средишњим делом и била је живописана.
Унутар Доњег града постоји неколико грађевина чија намена није прецизно утврђена, а на западном крају налазио се главни улаз у град.
Основна намена града била је надзирање босанског, ибарског, метохијског и косовског пута који су се ту укрштали, док је касније служио и као заштита за рудник у Трепчи.
Путописац Ами Буе, који је посетио Звечан 1840. године нашао је остатке цркве, док је Гиљфердинг 1859. године у граду видео:
... остатке дворца на два спрата озиданог опеком...
Поред тога у северном делу граду је пронађен подземни лагум који се спуштао до извора у подножју брда на коме је Звечан подигнут, а пронађени су остаци још једног могућег излаза из подземних лагума.

## Прошлост Звечана
Звечан се у историји први пут јавља крајем  века као погранично утврђење у саставу Србије, којом је тада владао велики жупан Вукан, који из њега 1093. године силази на Косово и продире до Липљана који заузима и спаљује, после чега се пред византијским царем Алексијем I Комнином (1081—1118) повлачи назад у Звечан и отпочиње мировне преговоре. Улогу главног средишта за нападе српских великих жупана на Византију, Звечан је задржао током целе прве половине  века. Током Немањине ((1166)1168-1196) побуне против старије браће, Звечан је поново одиграо улогу пограничног утврђења у коме је Немања прикупио своје снаге са којима је потом сишао на Косово и код Пантина око 1169. године потукао византијску војску која је са његовом браћом послата да га збаци са власти и успостави пређашње стање. Том приликом његове снаге су потукле Византинце који су се у нереду повукли, а током борби је погинуо и његов најстарији брат и некадашњи српски велики жупан Тихомир (?-(1166)1168). После тога преживела Немањина браћа су га признала за великог жупана  Србије, задржавши своје удеоне кнежевине, док је Византија била приморана да прихвати de facto стање. После победе Немања се вратио у Звечан и у цркви светог Николе је по његовој нардби обављена служба у знак захвалности Богу за победу.
Током наредних деценија његове владавине, Српска држава се проширила на југ и исток, тако да је Звечан током наредних векова од пограничног утврђења постао седиште једног од повремених дворова српских краљева из династије Немањића. У њему је 1323. године сахрањен млађи син краља Милутина (1282—1321) Константин (претендент 1321-1323), који је у борби око власти са старијим братом Стефаном (1321—1331) ухваћен и по његовој наредби (по неким изворима врло свирепо) убијен. Чудном иронијом судбине у Звечану је живот на мистериозан начин (претпоставља се да је удављен по наредби свог сина Душана (краљ 1331-1346, цар 1346-1355)) окончао и сам Стефан 11. новембра 1331. године. Њега је изненада у Неродимљу са малим одредом коњаника напао његов син Душан, али је Стефан успео да побегне у оближње утврђење Велики Петрич. Међутим Душанове снаге су овладале утврђењем и заробиле су краља који је после тога спроведен у Звечан, у коме је окончао живот после званичног овенчавања Душана за краља у Сврчину 08.09. 1331. године.
Душан је 1337. године управу над градом поверио млађем сину властелинке Данице, док је његов син Урош (1355—1371) град доделио челнику Муси, родоначелнику Мусића и зету кнеза Лазара (1371—1389). Кнез Војислав Војиновић (око 1355-1363) га је 1363. године приморао да му преда Звечан у замену за Брвеник на Ибру, тако да се град од тог доба налази у његовом поседу односно његовог наследника великог жупана Николе Алтомановића (1366—1373). После Николиног слома 1373. године, град улази у састав државе Вука Бранковића.
Османлије освајају Звечан крајем  века, вероватно одмах после Косовског боја 1389. године и њему са прекидом држе јаке војне посаде све до  века када трајно напуштају тврђаву и она је од тада препуштена зубу времена. Као утврђење без стратешког значаја,Звечански Град је био напуштен током  века, да би током аустријског продора на Балканско полуострво крајем тог века поново имао османлијску посаду која се једино у њему одржала 1689. године када су Аустријанци потпомогнути побуњеним Србима продрли до Скопља, предвођени Пиколоминијем.

## Галерија
- Остаци тврђаве на брду Звечан, поглед ка Косовској Митровици.
- Остаци тврђаве на брду Звечан, поглед ка насељу Звечан.
- Остаци тврђаве на брду Звечан.
- Остаци тврђаве на брду Звечан.
- Остаци тврђаве на брду Звечан, поглед ка насељу Звечан.
- Остаци тврђаве на брду Звечан, поглед ка насељу Звечан.
- Остаци тврђаве на брду Звечан.
- Остаци тврђаве на брду Звечан, у доњем левом углу виде се куће насеља у изградњи „Сунчана долина”.
- Остаци тврђаве на брду Звечан, десно се види димњак топионице олова Трепча.
- Остаци тврђаве на брду Звечан, у подножју се виде куће насеља у изградњи „Сунчана долина”.
- Остаци тврђаве на брду Звечан.
- Остаци тврђаве на брду Звечан.
- Остаци тврђаве на брду Звечан.